# Badger Island
Badger Island è un'isola facente parte del Badger Group, un sottogruppo delle isole Furneaux, sito a nord della Tasmania, nello stretto di Bass. Al gruppo Badger appartengono Goose Island, Mount Chappell Island e altre isole minori. Le isole sono situate all'ingresso occidentale del Franklin Sound lo stretto canale che divide Flinders Island (la maggiore delle Furneaux) da Cape Barren Island.
L'isola è a base prevalentemente granitica e calcarea, ed ha un'estensione di 1242 ettari. Essa è attualmente di proprietà privata e viene sfruttata per l'allevamento di bestiame domestico e di canguri: sull'isola sono stati edificati un piccolo ranch, un molo ed una piccola pista d'atterraggio.
L'isola, originariamente ricoperta da boscaglia, ha subito profonde modifiche in seguito all'utilizzo prolungato come pascolo e all'introduzione di specie vegetali alloctone: attualmente, residui di vegetazione originaria possono essere osservati all'estremità occidentale dell'isola, dove crescono piante del genere Poa, Stipa, Melaleuca e Casuarina.

Nondimeno, l'isola appartiene assieme alle isole Chalky e Big Green ad un gruppo considerato "importante" dalla BirdLife International, in quanto ospitante numerose specie a rischio di usccelli, sia residenti che nidificanti: in particolare, l'isola è un sito di nidificazione importantissimo per le beccacce di mare (Haematopus fuliginosus e H. longirostris) e per l'oca cereopside. Fra i rettili residenti sull'isola vi sono numerose specie di scinco e il serpente tigre: fra i mammiferi, oltre a quelli introdotti (topi, gatti domestici, vacche e pecore), sono presenti il wallaby dal collo rosso ed il pademelon tasmaniano. Un tentativo di introduzione sull'isola del diavolo della Tasmania, effettuato nel 1998, non ha avuto successo, con la specie che è scomparsa dall'isola nel 2005.